# Флавио Сержио Виана
Флавио Сержио Виана (порт. Flávio Sérgio Viana; род. 31 августа 1975, Сан-Паулу), более известный как Шумахер или просто Шуми — бразильский игрок в мини-футбол, защитник. Лучший игрок мира 2008 года.

## Биография
Прозвище Шумахер у футболиста появилось ещё в детстве, когда его, хорошо игравшего на позиции вратаря, начали называть по фамилии известного немецкого вратаря Харальда Шумахера. Основные клубные игровые достижения Шумахера связаны с испанским клубом «Интер Мовистар» (в разные годы также называвшегося «Бумеранг Интервью» и «Интервью Фадеса»), куда он перебрался в 2001 году после нескольких лет игры в бразильском чемпионате. С мадридским клубом он по пять раз выигрывал испанский чемпионат и суперкубок, четырежды брал кубок, а на международной арене трижды становился обладателем кубка УЕФА и четырежды — Межконтинентального кубка.
Поехав со сборной Бразилии на Чемпионат мира по мини-футболу 2000 в Гватемале, Шумахер стал обладателем серебряных наград. На следующем первенстве мира, на Тайване, бразильцы стали третьими. И только на домашнем чемпионате 2008 года Шумахеру удалось стать чемпионом мира, показав отличную игру и став вторым игроком турнира после Фалькао.

## Достижения
- Чемпион мира по мини-футболу: 2008
- Серебряный призёр чемпионата мира по мини-футболу 2000
- Бронзовый призёр чемпионата мира по мини-футболу 2004
- Кубок УЕФА по мини-футболу (3): 2003-04, 2005-06, 2008-09
- Обладатель Межконтинентального кубка (4): 2005, 2006, 2007, 2008
- Чемпионат Бразилии по мини-футболу (2): 1998, 2000
- Чемпионат Испании по мини-футболу (5): 2001-02, 2002-03, 2003-04, 2004-05, 2007-08
- Кубок Испании по мини-футболу (4): 2003-04, 2004-05, 2006-07, 2008-09
- Суперкубок Испании по мини-футболу (5): 2002-03, 2003-04, 2005-06, 2007-08, 2008-09
- Кубок обладателей кубков по мини-футболу 2008

Личные:
- Лучший игрок мира в мини-футбол 2008